# 伊平屋村
伊平屋村（いへやそん）は、沖縄県の北部、沖縄本島の北方約49kmに位置する伊平屋島とその南西にある野甫島の二島で構成される村。島尻郡に属す。

## 地理
伊平屋島と野甫島の2島からなり、2つの島は新野甫大橋によってつながっている。土地の大部分を山林原野が占め、一部は農業振興地域に指定されている。
伊平屋村には5つの集落があり、伊平屋島に田名、前泊、我喜屋、島尻の各集落、野甫島に野甫の集落がある。伊平屋島の田名は三方を山に囲まれているが、前泊、我喜屋、島尻は海岸の沖積低地にある集落である。
伊平屋村の総面積は2,172haで、2006年（平成18年）の土地利用状況は山林（針葉樹林・天然林・広葉樹林）が1,146ha（52.8%）、畑285ha（13.1%）、原野206ha（9.5%）、田123ha（5.7%）、宅地37ha（1.7%）、保安林25ha（1.2%）である。
気候は温暖な亜熱帯気候である。年間最多風向は南南西であるが、秋から冬にかけて北北西の季節風が強く吹くことがある。年間降雨量は2,000mm内外と比較的多いが季節による偏りが大きく、夏から秋には台風あるいは干ばつにより農作物等に被害が出ることがある。
2018年6月14日から16日の48時間で480ミリ以上という、50年に一度とされる記録的降雨が観測されている。
伊平屋島の名を持つ生物にイヘヤヒゲクサ、イヘヤヤマタカマイマイ、イヘヤトカゲモドキなどがいる。

## 歴史
村内には先史時代の貝塚が分布し、特に久里原貝塚の発掘では縄文時代前期から中期の土器が発見されている。
第一尚氏王朝をひらいた尚巴志の祖父・佐銘川大主（または鮫川大主とも）の出身地であるとされる。琉球王国期には、伊平屋島、伊是名島は琉球王統発祥の地として王府直轄領とされ、そのため行政区としては王府の聖域が多く存在する本島南部の島尻郡に属すことになった。これが現在も続いている。
古くは伊平屋島・野甫島の伊平屋地方二島と伊是名島・具志川島・屋那覇島・屋の下島・降神島の伊是名地方五島、両地方合せて、「恵平屋の七離れ」と7島合わせて「ゑひや（恵平屋）」呼ばれていました。
「おもろさうし」巻一七の四二に「ゑひや」、「海東諸国紀」所載の琉球国之図に恵平也山とみえ、「去琉球二十里」とある。古琉球の間切・シマ制度下で「ゑひや」、近世の間切・村制度下で島と称された行政単位を構成する島の一つとされている。
18世紀後半、琉球国惣絵図にて測量に基づいた伊平屋の地図が描かれる。首里王府が、18世紀頃、新しく開墾された農地等を把握するため、沖縄本島とその周辺離島を細かく測量する乾隆大御支配（検地）を実施した琉球国惣絵図。現在確認されているのは伊平屋島含めて7枚のみ。
第二次世界大戦末期の沖縄戦の伊平屋村は1945年（昭和20年）6月3日午前に伊平屋島南東沖から米軍の艦砲射撃を受けた。数時間に及ぶ射撃があり、島の中央付近から米軍が上陸。同上陸作戦時に艦砲射撃と機銃掃射で40人余の住民が命を落とした。
米軍の上陸に対し住民は抵抗せず、戦闘は即日終結、2日後の6月5日には島の北部の田名地区に全島民が収容。米軍の駐留は11月まで続き島内の最北端部にレーダー基地、中央部には飛行場を設置され、村民はその間に捕虜生活となった。島内には、不時着した特攻機の搭乗員や沖縄本島から脱出してきた敗残兵らが島民に紛れて潜伏していたが、彼らも抵抗することはなく、あるものは日本兵であることが米軍に発覚して捕虜となるか、終戦が明らかになると島を去った。
終戦後の8月16日、第７０１航空隊司令長官宇垣纏中将は、所謂「私的特攻」で伊平屋島の米軍基地に特攻攻撃を行おうとした。しかし、宇垣が搭乗していた103飛行分隊長中津留達雄大尉が操縦する彗星艦上爆撃機は、米軍基地ではなく近くの岩礁に突っこんだ。後続の特攻機も基地を避ける形で島の水田に激突していき自爆。基地攻撃は未遂に終わっている。
2005年7月に伊是名村との新設合併による「新伊平屋村」発足を目指したが、伊是名村で合併の是非を問う住民投票の結果、反対多数となり合併を断念した。
2020年12月、村内で新型コロナウイルスの感染が拡大。同月24日までに人口約1200人のうち30人が本島の施設へ搬送されたことから、離島のクラスター問題への対処として注目を集めることとなった。
2021年（令和3年）10月から11月にかけて、福徳岡の場の噴火で生じた軽石が沿岸部に漂着。フェリーが断続的に欠航したほか行き先の変更が行われた。

### 年表
- 1264年（英祖王統）久米・慶良間・伊平屋（ゑへや）、中山に加わる。
- 1471年「海東諸国記」に、恵比也山が初出
- 1478年　田名地頭が配置任命される。
- 1816年　バシル・ホール来琉、著書『朝鮮・琉球航海記』にて伊平屋伊是名諸島をモンゴメリーグループと呼ぶ。
- 1896年（明治29年）4月1日 -  沖繩縣ノ郡編制ニ關スル件（明治29年勅令第13号）により島尻郡に編入。
- 1908年（明治41年）4月1日の島嶼町村制施行により、田名村・我喜屋村・島尻村・野甫村・伊是名村・仲田村・諸見村・勢理客村が合併し島尻郡伊平屋村が成立。ただし、村政の中心である村役場は伊是名島に置かれた[11][12]。
- 1909年（明治42年） - 前泊が田名から分離して5村落となる[1]。
- 1939年（昭和14年）7月1日 - 分村許可指令により、伊平屋村の一部（伊是名・仲田・諸見・勢理客）が分立し伊是名村が分立[8]。

### 変遷表
| 伊平屋村村域の変遷表 | 伊平屋村村域の変遷表 | 伊平屋村村域の変遷表 | 伊平屋村村域の変遷表              | 伊平屋村村域の変遷表 |
| 間切制・郡制         | 間切制・郡制         | 明治41年4月1日       | 昭和14年7月1日                    | 現在                 |
| -------------------- | -------------------- | -------------------- | --------------------------------- | -------------------- |
| 伊平屋間切・ 島尻郡  | 田名村               | 伊平屋村             | 伊平屋村                          | 伊平屋村             |
| 伊平屋間切・ 島尻郡  | 我喜屋村             | 伊平屋村             | 伊平屋村                          | 伊平屋村             |
| 伊平屋間切・ 島尻郡  | 島尻村               | 伊平屋村             | 伊平屋村                          | 伊平屋村             |
| 伊平屋間切・ 島尻郡  | 野甫村               | 伊平屋村             | 伊平屋村                          | 伊平屋村             |
| 伊平屋間切・ 島尻郡  | 伊是名村             | 伊平屋村             | 昭和14年7月1日 伊是名村として分立 | 伊是名村             |
| 伊平屋間切・ 島尻郡  | 仲田村               | 伊平屋村             | 昭和14年7月1日 伊是名村として分立 | 伊是名村             |
| 伊平屋間切・ 島尻郡  | 諸見村               | 伊平屋村             | 昭和14年7月1日 伊是名村として分立 | 伊是名村             |
| 伊平屋間切・ 島尻郡  | 勢理客村             | 伊平屋村             | 昭和14年7月1日 伊是名村として分立 | 伊是名村             |

## 人口
伊是名村と同じく1955年（昭和30年）に人口総数は最高となり、伊平屋村では人口が4,008人を記録したが、その後は急激な人口減少が続いた。
| |                                          |  |
| 伊平屋村と全国の年齢別人口分布（2005年） | 伊平屋村の年齢・男女別人口分布（2005年） |  |
| ■紫色 ― 伊平屋村 ■緑色 ― 日本全国 | ■青色 ― 男性 ■赤色 ― 女性                |  |
| 伊平屋村（に相当する地域）の人口の推移 \| 1970年（昭和45年） \| 2,254人 \| \| \| 1975年（昭和50年） \| 1,638人 \| \| \| 1980年（昭和55年） \| 1,501人 \| \| \| 1985年（昭和60年） \| 1,391人 \| \| \| 1990年（平成2年） \| 1,456人 \| \| \| 1995年（平成7年） \| 1,434人 \| \| \| 2000年（平成12年） \| 1,530人 \| \| \| 2005年（平成17年） \| 1,547人 \| \| \| 2010年（平成22年） \| 1,385人 \| \| \| 2015年（平成27年） \| 1,238人 \| \| \| 2020年（令和2年） \| 1,126人 \| \| |                                          |  |
| 総務省統計局 国勢調査より |                                          |  |
| 1970年（昭和45年） | 2,254人                                  |  |
| 1975年（昭和50年） | 1,638人                                  |  |
| 1980年（昭和55年） | 1,501人                                  |  |
| 1985年（昭和60年） | 1,391人                                  |  |
| 1990年（平成2年） | 1,456人                                  |  |
| 1995年（平成7年） | 1,434人                                  |  |
| 2000年（平成12年） | 1,530人                                  |  |
| 2005年（平成17年） | 1,547人                                  |  |
| 2010年（平成22年） | 1,385人                                  |  |
| 2015年（平成27年） | 1,238人                                  |  |
| 2020年（令和2年） | 1,126人                                  |  |

## 地域

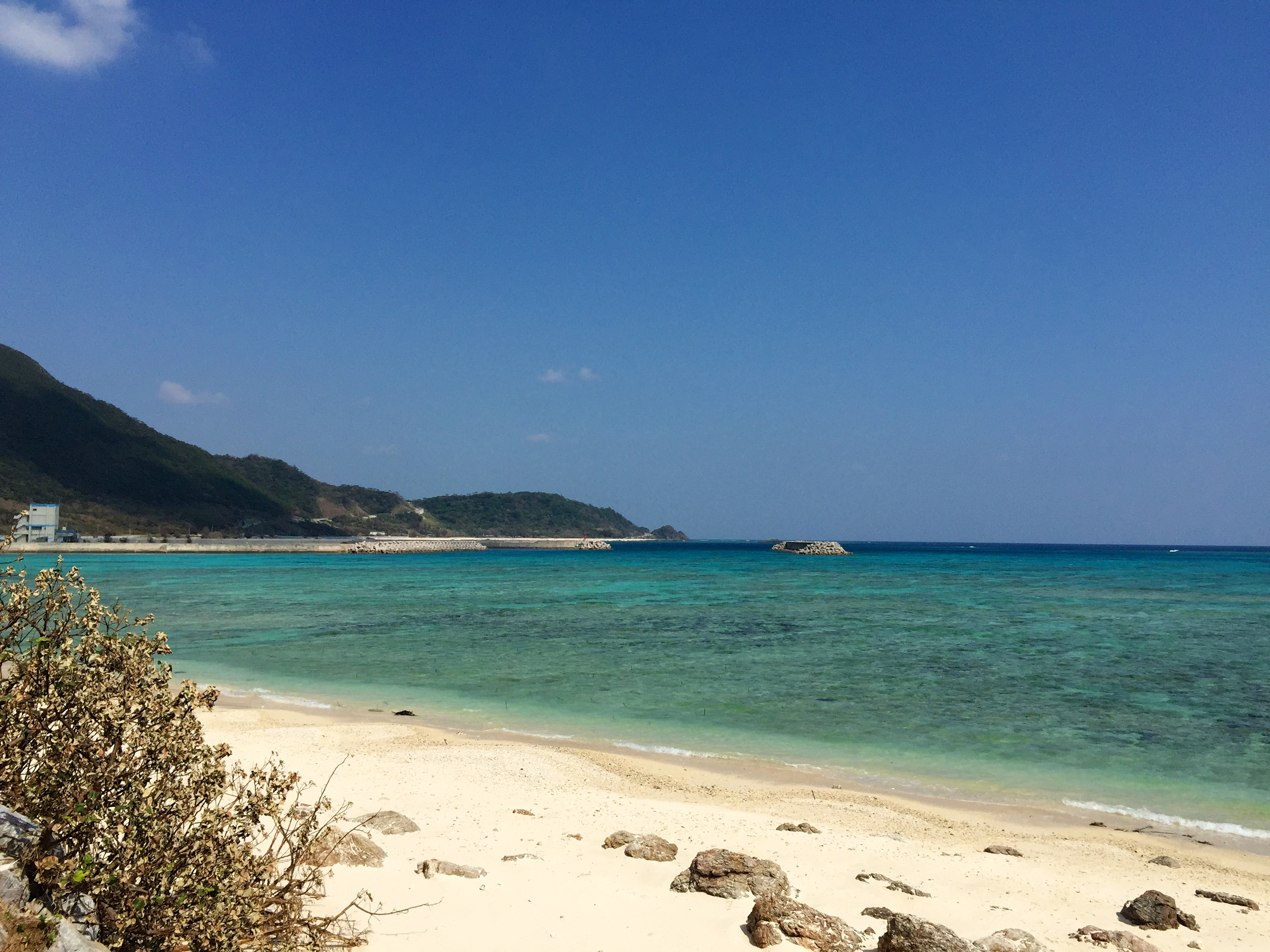
伊平屋島南部・島尻地区の浜辺

元は村制前の4村を引き継いだ4字を置いていたが、のちに1字新設され、現在は5字を数える。野甫島は野甫1字であり、他4字は伊平屋島。
- 田名（だな）
- 我喜屋（がきや）
- 島尻（しまじり）
- 野甫（のほ）
- 前泊（まえどまり） - 1950年、田名の一部が独立。

## 行政
- 村長:名嘉律夫（2021年9月14日就任、1期目）

## 経済

### 日本郵政グループ
村内の郵便番号は「905-07xx」である。集配業務は今帰仁郵便局が行っている。
- 日本郵便 伊平屋郵便局（我喜屋）

## 名所・旧跡
- クマヤー洞窟（田名）

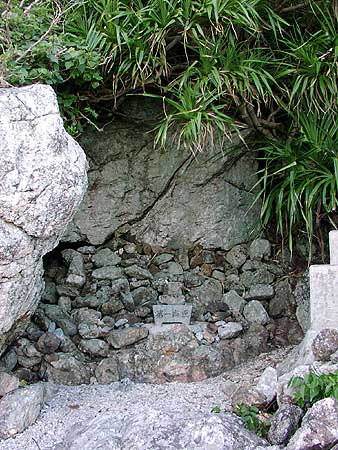
屋蔵墓。第一尚氏王朝の祖先である屋蔵大主を祀る

  - 江戸時代の考証的国学者藤井貞幹（藤貞幹）が『衝口発』（1781年）の中で日本神話の天の岩戸をクマヤー洞窟、神武天皇の出生地が伊平屋島との説を唱え、本居宣長と論争となった。現在では藤井説は偽書に基づく虚構とするのが通説。ただし、「クマヤー」には琉球方言で「隠れる」という意味があり、昭和期になっても本土からこの説に関心を持つ民俗学者や神道関係者が訪れている。洞窟自体は県の天然記念物に指定され、毎年12月に岩戸開きの祭りが行われる。広さは約2000m2で2室に分かれ正面に小さな社殿が鎮座しているが、この社は本土から訪れた神道関係者が作ったとされる日本神道式のもので、現地住民の手によるものではない（琉球神道では社を尊崇しない）。
- 屋蔵墓（我喜屋）
- 念頭平松（田名）
- 田名のクバ山（田名）

## 年間行事・イベント
- 豊年祭（田名・前泊・我喜屋・島尻・野甫）
- 村慰霊祭
- 敬老会
- 成人式
- 伊平屋ムーンライトマラソン[13]
- いへやまつり
- 国頭郡駅伝大会
- ツール・ド・おきなわ（伊平屋サイクリング隔年開催）
- 大綱引き（我喜屋）
- 臼太鼓（ウシデーク）旧7月15日[14]
- 海神祭（ウンジャミ）旧7月17日[15]
- シヌグ旧7月19日[16]

### ウンジャミ（田名）
田名のウンジャミ祭（海神祭）は、琉球王朝時代より続く、喜界島のノロ（神職）の航海の無事を祈念する、旧7月15日の晩から旧7月16日（本祭）、旧7月17日（2日目）行われていた祭事であった。現在は略式ながら、旧7月17日に執り行われている。当時の祭事では田名地区各地、お宮（ジンジャガー）、神事に関わる各門家、ダナヤーそれぞれを巡り、最後ハナシチ（田名集落の端）、から準備された馬に乗り、ヰナントゥンチビ（田名川の河口）に向かう。ヰナントゥンチビでは拝所に拝礼し、アガシと言われる岩の上から「オー」と言われる木を投げ入れ「ダンジュカリユシ」を唄い踊っていた。このあとノロは村のアサギに戻り、田名地区の行政職の者がティルクグチ（テルコ口）唄った。祭事には古くから、昭和の初めごろまで田名の米を使った口噛み酒が捧げられていた。
集まる神職は、田名ノロと海神4名（オーシドゥ神、ユートゥイ神、ユムイ神、イシドゥ神）、さらに男神ダナンサーおよびユヌシンサーである。

## 交通

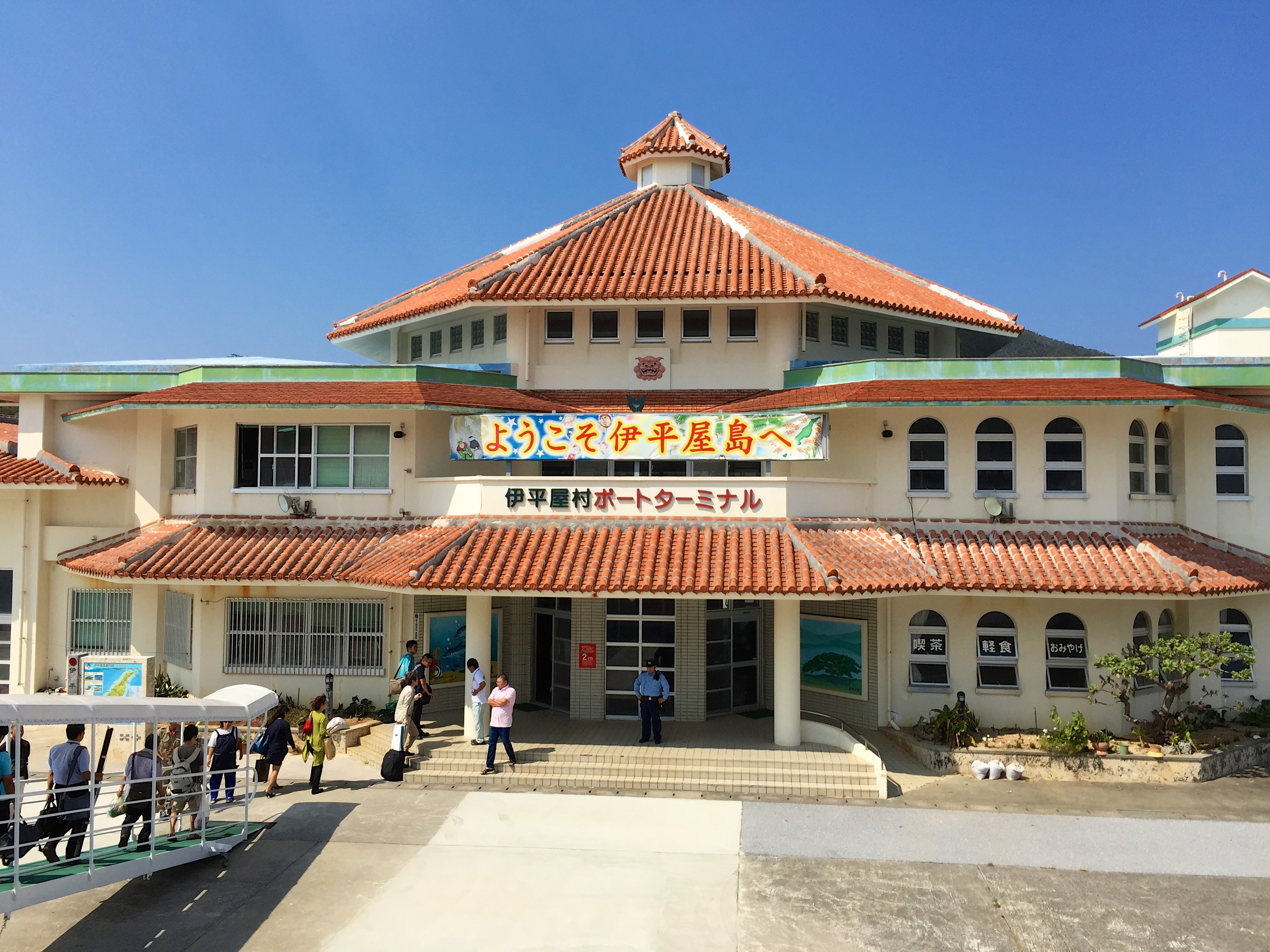
伊平屋村ポートターミナル

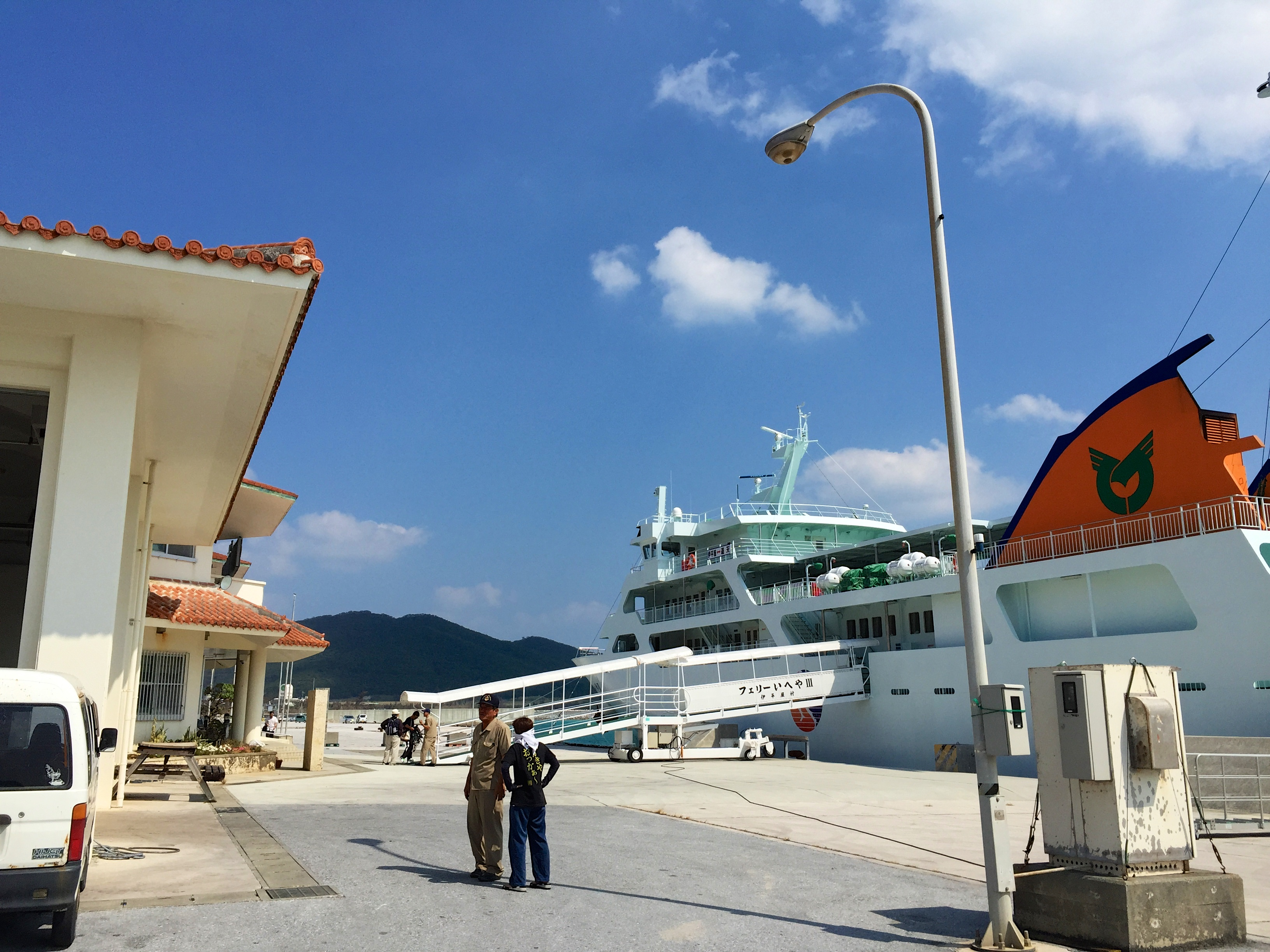
伊平屋島前泊港に到着したフェリーいへや3

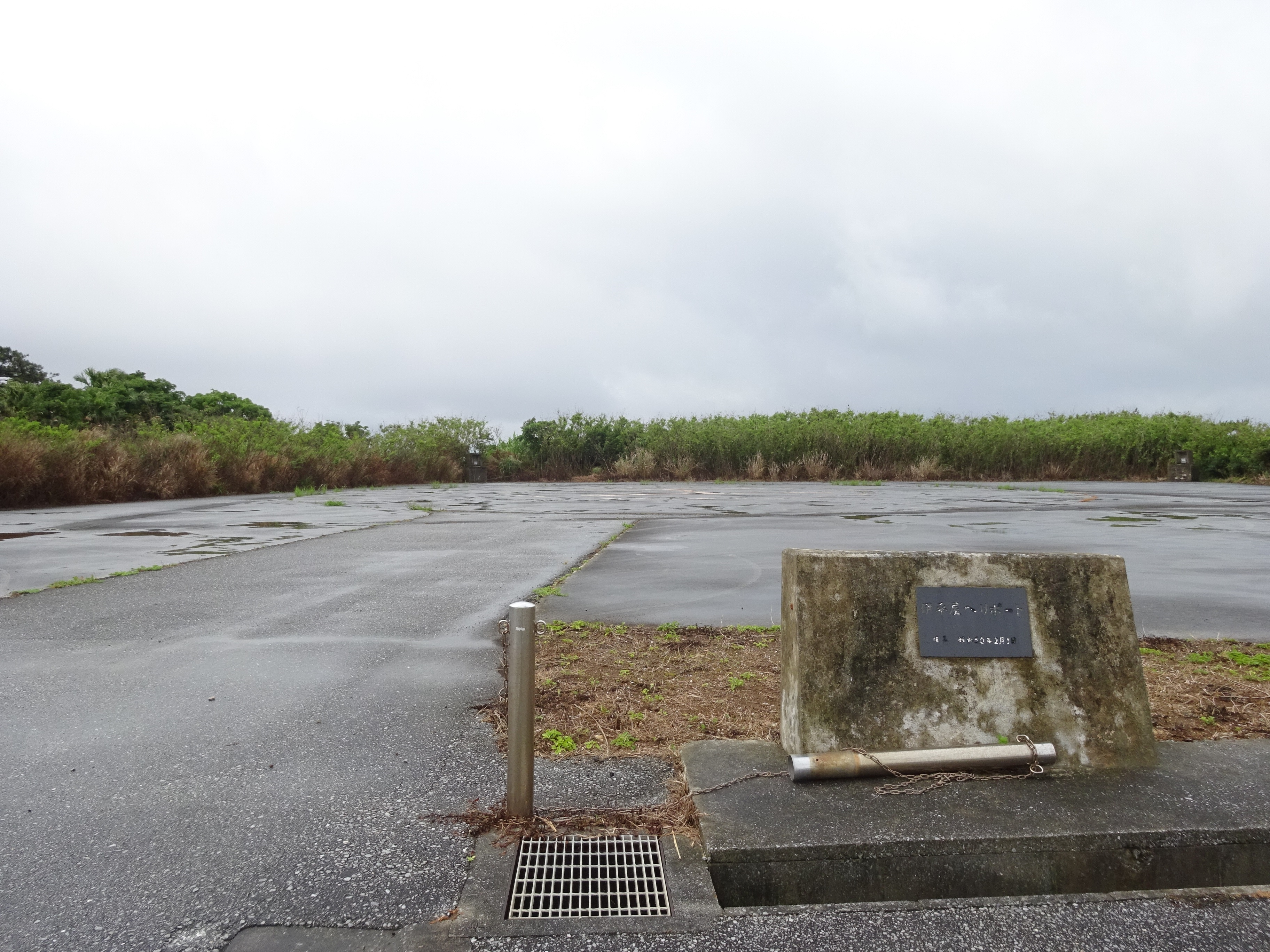
伊平屋ヘリポート

### 船舶
- 伊平屋村営フェリー：フェリーいへや3
- 伊平屋村 （前泊港） - 今帰仁村（運天港）

### 港湾
- 前泊港 (伊平屋ポートターミナル)
- 野甫港

### 道路
- 沖縄県道179号田名野甫線
  - 野甫大橋　（伊平屋島 - 野甫島)

### 伊平屋村営バス
- 伊平屋村コミュニティバス - 前泊港を起終点とし、伊平屋島の各地区と野甫島をまわる。

## 文化・おもろ・唄・曲
伊平屋にまつわる、おもろ・琉歌・唄・現代の曲
- あおりやへ節[19]

１、伊是名親のろよ
　　　押笠に　しられゝ
　　　やへり庭
　　　雲子　積で　みおやせ
又、伊平屋親のろよ
又、離れ親のろよ
- 大田名節（うふだなぶし）琉球古典[20]
- 伊平屋音頭[21]
- 照島（作：想華）[22]

## 医療
- ランデブーポイント[23] 2箇所
※民間救急ヘリコプターMESHのヘリポートとして使用